# Krępiec (województwo pomorskie)
Krępiec (niem. Krampitz) – wieś w Polsce położona w województwie pomorskim, w powiecie gdańskim, w gminie Pruszcz Gdański na obszarze Żuław Gdańskich nad Motławą. Krępiec graniczy z gdańskimi dzielnicami: Olszynką i Orunia-Św. Wojciech-Lipce. 
We wsi zobaczyć można domy podcieniowe oraz pomennonickie zagrody z XVIII i XIX w..
Wieś duchowna, należąca do szpitala Św. Elżbiety w Gdańsku położona była w drugiej połowie XVI wieku w powiecie gdańskim województwa pomorskiego. W latach 1945–1998 miejscowość należała do województwa gdańskiego.
W Krępcu rzeka Motława łączy się, z największym ze swych dopływów, Radunią, oraz mniejszą rzeką Czarna Łacha. Z tego względu miejscowość ta cieszy się popularnością wśród wędkarzy. Przed II wojną światową popularne były jazdy na łyżwach z Gdańska do Krępca po zamarzniętej Motławie. Z kolei latem z Gdańska regularnie pływał niewielki statek turystyczny, kursował prom, można było również wynająć łodzie wiosłowe.
6 grudnia 2013 otworzono we wsi nowy most na Motławie. Jest to żelbetowa konstrukcja o długości 38 m, szerokości blisko 9 m i nośności 40 ton. Poprzedni most o drewnianym poszyciu w listopadzie 2012 uległ awarii i został wyłączony z eksploatacji, a w jego miejscu w lipcu 2013 przystąpiono do budowy nowego obiektu, który powstał kosztem 1,7 mln zł. 
W czerwcu 2019 oddano do użytku po remoncie most na Czarnej Łasze, u jej ujścia do Motławy. W czasie remontu dokonano wymiany stalowej konstrukcji i drewnianego pokładu. Koszt inwestycji w wysokości 1 mln zł poniosły gmina Pruszcz Gdański i miasto Gdańsk.